# Filarete

Túp lều nguyên thủy của Filarete

Thành phố lý tưởng của Filarete

Antonio Averlino (thường được biết dưới tên Filarete, có nghĩa là "Người yêu đạo đức" trong tiếng Hy Lạp; 1400–1469) là một kiến trúc sư, nhà điêu khắc và nhà lý thuyết kiến trúc người Ý của thời kì Phục hưng.

## Tiểu sử
Ông sinh ra ở Firenze, phục vụ dưới trướng của Giáo hoàng Eugenius IV. Tác phẩm "Luận về kiến trúc" (tiếng Ý: Trattato di architettura) của ông gồm 25 cuốn nhỏ, được sắp xếp rời rạc dưới dạng văn kể chuyện. Ông là người đầu tiên sử dụng thổ ngữ để viết tác phẩm về lý thuyết kiến trúc thay vì tiếng Latinh.
Tiếp nối Vitruvius và Leone Battista Alberti, Filarete cho rằng kiến trúc hình thành từ nhu cầu sử dụng và, do vậy, túp lều nguyên thủy chính là cội nguồn của kiến trúc. Ông lấy cơ thể con người làm hệ so sánh cơ bản trong kiến trúc. Theo ông, sự hình thành của thức cột cổ điển xuất phát từ túp lều nguyên thủy, mà tỉ lệ của nó chính là tỉ lệ của cơ thể con người. Ông đi sâu phân tích nhân trắc học cơ thể con người dựa trên đồ hình của Vitruvius. Từ đó, thành phố cũng chính là cơ thể con người, ông đưa ra một mô hình đô thị mới hình sao tám cạnh, chống lại mô hình bất hợp lý thời Trung cổ. Từ quan điểm nhân trắc học trong kiến trúc, Filarete đã có phần chuyển sang quan điểm về phỏng sinh học. Theo ông, kiến trúc là một sản phẩm xuất phát từ cơ thể con người, cũng bị bệnh và chết như con người. Thực tế quan điểm này của ông không vượt qua được quan điểm của Alberti trình bày trong cuốn mười của tác phẩm "Nghệ thuật xây dựng trong mười cuốn sách" (De re aedificatoria). Filarete là người đầu tiên nhận ra tầm quan trọng của bản vẽ trong diễn giải lý thuyết kiến trúc. Chính ông là người đầu tiên sử dụng bản vẽ để minh họa lý thuyết của mình.